# Skoroszów (województwo wielkopolskie)
Skoroszów – wieś w Polsce, położona w województwie wielkopolskim, w powiecie kępińskim, w gminie Rychtal.
W latach 1975–1998 miejscowość położona była w województwie kaliskim.

## Nazwa
Miejscowość ta została nazwana od Skorosława. W księdze łacińskiej Liber fundationis episcopatus Vratislaviensis (pol. Księga uposażeń biskupstwa wrocławskiego) spisanej za czasów biskupa Henryka z Wierzbna w latach 1295–1305 miejscowość wymieniona jest w zlatynizownej formie Scorossow.

## Integralne części wsi
| SIMC    | Nazwa | Rodzaj    |
| ------- | ----- | --------- |
| 0208114 | Smyk  | część wsi |

## Historia
W średniowieczu okolice Skoroszowa zostały nadane przez książąt śląskich zakonowi krzyżackiemu. Później posiadał je biskup wrocławski, Tomasz. W 1810 r. Skoroszów przeszedł na rzecz króla pruskiego.
Pałac w Skoroszowie został wzniesiony w stylu barokowym w 1700 r., jako rezydencja biskupów wrocławskich. Pałac jest murowany, piętrowy, częściowo z piwnicami sklepionymi kolebkowo. Pierwotnie był dziewięcioosiowy, na rzucie wydłużonego prostokąta. Wnętrze posiada układ dwutraktowy. W korytarzu i kaplicy znajdują się sklepienia krzyżowe. W części środkowej elewacji frontowej znajduje się portal, na którym widnieje kartusze herbowe biskupów wrocławskich oraz data budowy. Podczas badań odkryto wtopiony w bryłę pałacu dawny dworek z końca XVI w. Wśród zabudowań gospodarczych murowany spichlerz z XIX wieku.